# Partners at Last
Partners at Last er en britisk stumfilm fra 1916 af Ralph Dewsbury.

## Medvirkende
- Amy Brandon Thomas som Muriel Wright
- Charles Rock som Edward Bradston
- Chappell Dossett som William Wright
- Hubert Willis som Joseph Trood